# Martin Hägele (Journalist)
Martin Hägele (* 1951 in Heilbronn) ist ein deutscher Sportjournalist und -funktionär.  Von 1985 bis 1990 leitete er das Sportressort des Stern und  seit 2006 die Internationalen Beziehungen beim FC Bayern München. Er gilt als Experte für den Fußball in Ostasien. 

## Leben
Martin Hägele besuchte das Theodor-Heuss-Gymnasium Heilbronn. Zu seinen Klassenkameraden gehörte der spätere Fußballfunktionär Achim Späth. Nachdem er dort 1973 das Abitur abgelegt hatte, trat er ein Volontariat bei der Heilbronner Stimme an. Er arbeitete etwa 30 Jahre lang als Sportreporter, unter anderem für den Kicker, die Stuttgarter Zeitung, die Neue Zürcher Zeitung, die Süddeutsche Zeitung und diverse japanische Sportmagazine. Von 1985 bis 1990 war er Ressortleiter beim Stern, wo er sich vor allem mit Dopingberichterstattung befasste. Als seinen „Spezialfreund“ bezeichnete er ironisch Chung Mong-joon und bekundete seine Freude darüber, dass dieser „koreanische Strippenzieher“ 2015 von der FIFA-Ethikkommission für mehrere Jahre aus dem Verkehr gezogen wurde.
2006 wurde Hägele Leiter Internationale Beziehungen beim FC Bayern München. Im Jahr 2016 erhielt er die Ehrendoktorwürde der Wirtschaftsuniversität Hiroshima.
Martin Hägele ist verheiratet und hat zwei Kinder. Er lebt in Tutzing und engagiert sich, seit er im Ruhestand ist, vor allem für soziale Projekte.